# Maniquí de carpó groc
El maniquí de carpó groc (Lonchura flaviprymna) és un ocell de la família dels estríldids (Estrildidae).

## Hàbitat i distribució
Habita praderies de ribera, canyars i manglars d'Austràlia nord-occidental, a l'oest del Territori del Nord.